# Kustánszeg
Kustánszeg is een plaats (község) en gemeente in het Hongaarse comitaat Zala. Kustánszeg telt 573 inwoners (2001).